# Liste der Gerichte im Herzogtum Holstein
Diese Liste nennt die Gerichte im Herzogtum Holstein.

## Liste der Gerichte
Im Vertrag von Zarskoje Selo 1773 erhielt der dänische König auch die bis dahin nicht von ihm kontrollierten Anteile des Herzogtums Holstein. Die großfürstlichen Ämter wurden damit zu königlichen Ämtern. Zu einer systematischen Neuordnung der Gerichte im Herzogtum Holstein kam es in der dänischen Zeit nicht. Das Gerichtswesen war durch eine historisch gewachsene breite Vielfalt geprägt. Die Trennung der Rechtsprechung von der Verwaltung war bis zum Schluss nicht gegeben.
Als Gerichte erster Instanz dienten die königlichen Ämter, einige Stadtgerichte und Patrimonialgerichte. Die Ämter waren:
- Amt Ahrensbök in Ahrensbök
- Amt Bordesholm in Bordesholm
- Amt Cismar in Cismar
- Amt Cronshagen in Kronshagen
- Amt Kiel in Kiel
- Amt Neumünster in Neumünster
- Amt Plön in Plön
- Amt Reinbeck in Reinbeck
- Amt Reinfeld in Reinfeld
- Amt Rendsburg in Rendsburg
- Amt Rethwisch in Rethwisch
- Amt Segeberg in Segeberg
- Amt Steinburg in Glückstadt
- Amt Traventhal in Traventhal
- Amt Tremsbüttel in Tremsbüttel
- Amt Trittau in Trittau
- Landgericht für die Landschaft Süderdithmarschen in Heyde
- Landgericht für die Landschaft Norderdithmarschen in Meldorf
- Amtsvogtei der Herrschaft Pinneberg in Pinneberg
- Amtsvogtei der Grafschaft Rantzau in Barmstedt
- Schöppengericht der Herrschaft Herzhorn in Herzhorn
- Goding zu Krempe für die Kremper Marsch (Amt Steinburg)
- Goding zu Wilster für die Wilster Marsch (Amt Steinburg)

In drei Städten bestanden Stadtgerichte: Das Niedergericht Altona, der Stadt-Magistrat von Glückstadt und der Stadt-Magistrat von Heiligenhafen.
Folgende Patrimonialgerichte bestanden auf folgenden adligen Gütern:
- Die Gerichte der adligen Fräuleinsklöster Kloster Itzehoe, Kloster Preetz und Kloster Uetersen.
- im Oldenburger Güterdistrikt[1]: Augustenhof, Brodau, Bürau, Cletkamp mit Grünhaus und Rüchel, Ellertorf, Farve, Futterkamp, Gaartz, Godderstorf, Gaarz, Großenbrode, Güldenstein, Hasselburg, Helmstorf, Hohenfelde mit Schmohl, Panke und Clampe, Johannisthal, Kniphagen, Löhrstorf, Mannhagen, Meischenstorf, Neudorf, Neuhaus, Oevelgonne, Petersdorf, Putlos, Rosenhof, Satjewitz, Schwelbeck, Seegalendorf, Wahrendorf, Waterneverstorf und Wintershagen
- im Preetzer Güterbezirk: Ascheberg, Bockhorn, Bothkamp mit Schönhagen, Bockhorst und Altenrade, Bundhorst, Depenau, Fresenburg, Freudenholm, Glasau, Hornstorf, Kühren, Lehmkuhlen, Margarethenhof, Müßen mit Albrechtshof, Muggesfelde, Nehmten, Nütschau, Perdöl, Pronstorf, Rantzau mit Hohenhof und Hohensesel, Rixdorf mit Tramm und Trestorf, Rohlstorf mit Pettluise, Schönböken, Schönweide mit Bredstein, Seedorf, Sophienhof, Tralau, Travenort, Wahlstorf, Wensien und Wittmoldt
- Im Kieler Güterbezirk: Blockshagen, Bossen, Breiteneiche oder Bredeneck, Cluwensieck, Cronsburg, Dobersdorf mit Wulstorf, Emckendorf mit Höbek, Georgenthal, Hagen mit Wulfstorf, Hohenschule, Klein Königsförde, Lammershagen mit Friedeburg, Marutendorf, Deutsch-Nienhof, Groß-Nordsee, Klein-Nordsee, Neu-Nordsee, Obbendorf mit Schönhorst, Osterrade, Pohlsee, Projenstorff, Quarnbeck, Rastorf, Rethwisch, Salzau, Schädtbek, Schierensee, Schrevenborn, Schwartenbek, Steinwehr, Westensee und Wittenberg
- Im Itzehoer Güterbezirk: Ahrensburg, Bahrenfleth, Becke oder Beckhof, Bekmünde, Blumendorf, Borstel, Bramstedt oder Stedingshof, Breitenburg (Herrschaft), Caden, Campen, Groß-Colmar, Klein-Colmar, Erfrade, Friedrichsruh mit Christinenthal, Grabow, Haselau und Heustacken, Haseldorf mit Hettingen und der Ibenburg, Heiligenstedten, Höltenklinken, Hohenholz, Hoisbüttel, Jersbek, Krummbek, Krummendiek mit Campen, Mehlbek, Mönckenbrock, Neuendorf in der Marsch, Sarlhusen, Schulenburg, Seestermühe, Stegen, Wandsbeck (Flecken), Wandsbeck (Gut) und Wulksfelde
- Das Gericht der herzoglich-oldenburgischen Fideicommissgüter, zuständig für: Lansahn, Mönchneversdorf mit Schlamin, Stendorf, Vollbrügge, Kremsdorf, Koselau, Kuhof, Lübberstorf, Sebent und Sievershagen
- Das Gericht des Kanzleiguts Wellingsbüttel
- Das Justitiariat zu Eutin über die vier vormalig Stadt Lübeckschen Stiftsdörfer Geschendorf, Kestorf, Scharbeutz und Röbel[2]
- Justitiariate der Lübecksche Stadt-Stiftsdörfer Bentfeld (St. Johanniskloster), Blystorf mit Merkendorf, Klein-Schlamin und Markstorf (St. Clemens-Caland), Boebs mit Schwochel und Schwinkenrade (St. Johanniskloster), Giddendorf (Heilig-Geist-Hospital), Kakoehl mit Datjendorf, Sülstorf, Kembs, Heringstorf, Klotzin und einem Teil von Rolling (St. Johanniskloster), Pölitz, Barghorst, Frauenholz und Westerau (kombiniertes Gericht) (Heilig-Geist-Kirche, Marienkirche und Westerauer Stiftung)
- Die Gerichte der Kanzleigüter Beckedorf, Hanerau, Kublen, Hartenholm, Tangstedt und Silk
- Die Gerichte der Lübsche Güter Stockelsdorf, Eckhorst mit Mori, Dunkelsdorf, Steinrade und Trenthorst mit Wulmenau
- Die Gerichte der Wildnisse also der Blomesche Wildnis und Bülowsche Wildnis.
- Die Koogsgerichte des Friedrichsgabekoog, Sophienkoog, Kronprinzenkoog, Carolinenkoog und Hedwigenkoog

An besonderen Gerichten der ersten Instanz bestand das Consistorium Altona, welches als Konsistorium für die Stadt Altona zuständig war, das Stadtconsistorium Kiel für die Stadt Kiel sowie die Unterconsistorien in Plön, Segeberg, Oldenburg, Rendsburg, Münsterdorf und Neustadt. In Altona bestand das Wechselgericht Altona als Wechselgericht, in Kiel das akademische Gericht Kiel für die Universität Kiel. Für die Herrschaft Pinneberg bestanden vier Landgerichte bei den Vogteien: Haus- und Waldvogtei, Vogtei Ottensen, Vogtei Hatzburg und Amtsvogtei Uetersen. In der Grafschaft Rantzau bestanden zwei Untergerichte. Zuletzt bestanden die Kirchspielvogteien.
An Obergerichten bestanden im Herzogtum:
- das königlich holsteinische Landgericht Glückstadt. Diese bildete die erste Instanz für die Mitglieder der schleswig-holsteinischen Ritterschaft als Privilegierter Gerichtsstand und zweite Instanz für die Entscheidungen der Patrimonialgerichte und Klostergerichte.
- das königlich holsteinische Oberkonsistorium Glückstadt. Diese bildete die erste Instanz für die Mitglieder der schleswig-holsteinischen Ritterschaft als Privilegierter Gerichtsstand und zweite Instanz für die Entscheidungen der anderen Konsistorien.
- der Stadt-Magistrat der Stadt Altona als Obergericht
- der Stadt-Magistrat der Stadt Kiele als Obergericht
- das Appellationsgericht Rantzau für die Grafschaft Rantzau
- das Goding abwechselnd zu Krempe und zu Itzehoe für Entscheidungen der Gogerichte
- das Goding zu Pinneberg für die Herrschaft Pinneberg

Das oberste Gericht war das königlich holstein-lauenburgische Obergericht Glückstadt.